# Stazione di Carbona
Stazione di Carbona vasútállomás Olaszországban, Vergato településen.

## Vasútvonalak
Az állomást az alábbi vasútvonalak érintik:
- Porrettana-vasútvonal

## Kapcsolódó állomások
A vasútállomáshoz az alábbi állomások vannak a legközelebb:
- Stazione di Riola
- Stazione di Vergato